# Saint-Anthème
Saint-Anthème – miejscowość i gmina we Francji, w regionie Owernia-Rodan-Alpy, w departamencie Puy-de-Dôme.
Według danych na rok 1990 gminę zamieszkiwało 880 osób, a gęstość zaludnienia wynosiła 13 osób/km² (wśród 1310 gmin Owernii Saint-Anthème plasuje się na 258. miejscu pod względem liczby ludności, natomiast pod względem powierzchni na miejscu 8.).